# H4Z4RD
H4Z4RD és una pel·lícula de comèdia d'acció en neerlandès del 2022 escrita per Trent Haaga i dirigida per Jonas Govaerts. És protagonitzada per Dimitri Vegas, Jennifer Heylen i Jeroen Perceval, amb l'estrella convidada Frank Lammers.
H4Z4RD es va estrenar el 20 de juliol a Bèlgica i va rebre projeccions limitades als Estats Units durant tot l'any. Va rebre crítiques majoritàriament positives de la crítica. Ha estat doblada i subtitulada al català.

## Sinopsi
La pel·lícula segueix Noah Hazard i el seu germà Carlos, que accepten una feina per diners, només per trobar-se en problemes més profunds del que esperaven.

## Estrena
La pel·lícula es va estrenar el 20 de juliol a Bèlgica. Als Estats Units, es va estrenar al festival de cinema Fantastic Fest. Al Canadà, es va projectar el 19 d'octubre a Toronto After Dark.